# Оњ
Оњ (фр. Augne) насеље је и општина у централној Француској у региону Лимузен, у департману Горња Вијена која припада префектури Лимож.
По подацима из 2011. године у општини је живело 110 становника, а густина насељености је износила 6,25 становника/km². Општина се простире на површини од 17,59 km². Налази се на средњој надморској висини од 444 метара (максималној 614 m, а минималној 314 m).

## Демографија
| 1962. | 1968. | 1975. | 1982. | 1990. | 1999. | 2011. |
| ----- | ----- | ----- | ----- | ----- | ----- | ----- |
| 200   | 249   | 202   | 166   | 132   | 123   | 110   |

График промене броја становника у току последњих година